# Frank Newton
Frankie Newton (de son vrai nom William Frank, dit Frankie) était un trompettiste américain de jazz né en 1906 à Emory en Virginie et mort à New York en 1954.

## Discographie

### Enregistrements
- Fine and mellow (avec Billie Holiday en 1939).

- Notices d'autorité :   - VIAF
  - ISNI
  - BnF (données)
  - IdRef
  - LCCN
  - GND
  - Italie
  - Belgique
  - Pologne
  - Israël
  - Australie
  - Norvège
  - WorldCat

Killuavie negro